# Václav Frydecký
Václav Frydecký (8. září 1931 Olomouc – 2. prosince 2011 Praha) byl český sochař a malíř.

## Život
Vystudoval v Olomouci obecnou a měšťanskou školu, dále jednu třídu na gymnáziu a potom začal učení u olomouckého řezbáře Jaroslava Kubečka. V dílně pracoval pro kostely – vytvářel plastiky, rámy, restauroval staré sochy a obrazy atd.; roku 1950 ukončil učení tovaryšskou zkouškou a poté byl přijat na Vysokou školu uměleckoprůmyslovou v Praze. Po vystudování třetího ročníku přestoupil na Akademii výtvarných umění k profesorovi Janu Laudovi; v jeho ateliéru dostal nejlepší školení. Na podzim 1958 byl jmenován asistentem profesora Jana Laudy. Po jeho smrti byl asistentem postupně u Vincenta Makovského, Karla Hladíka, nakonec u Jiřího Bradáče. V roce 1962 se stal odborným asistentem kreslení pro sochaře a architekty. Léta 1971 odešel ze školy a věnoval se monumentální plastice ve spolupráci s architekty, a portrétům.

## Dílo
- 1967: keramicko kamenná mozaika, Ústí nad Labem, samoobsluha v ul. SNP[4]

## Galerie

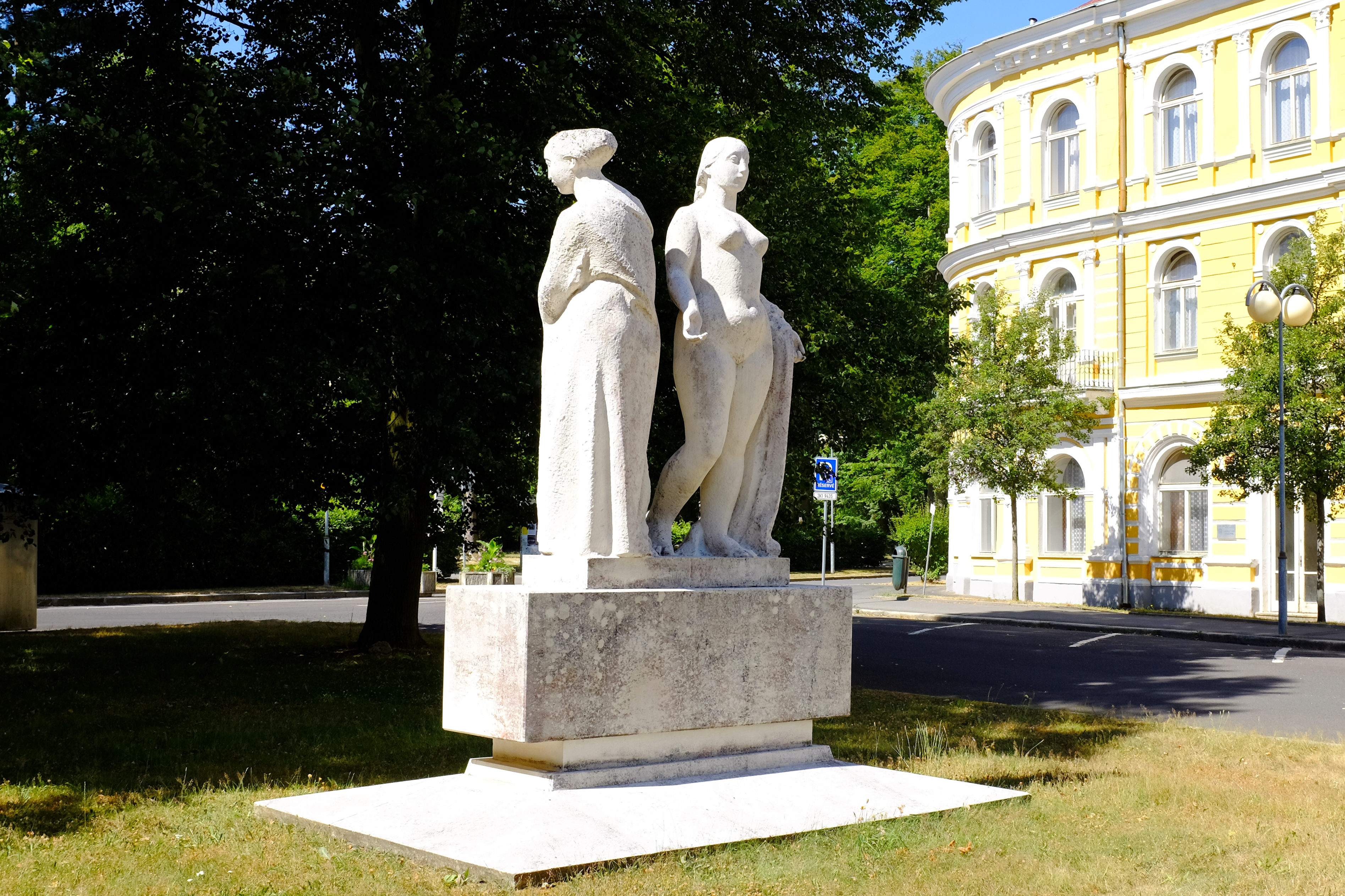
Dvě ženy, Františkovy Lázně před Městským úřadem
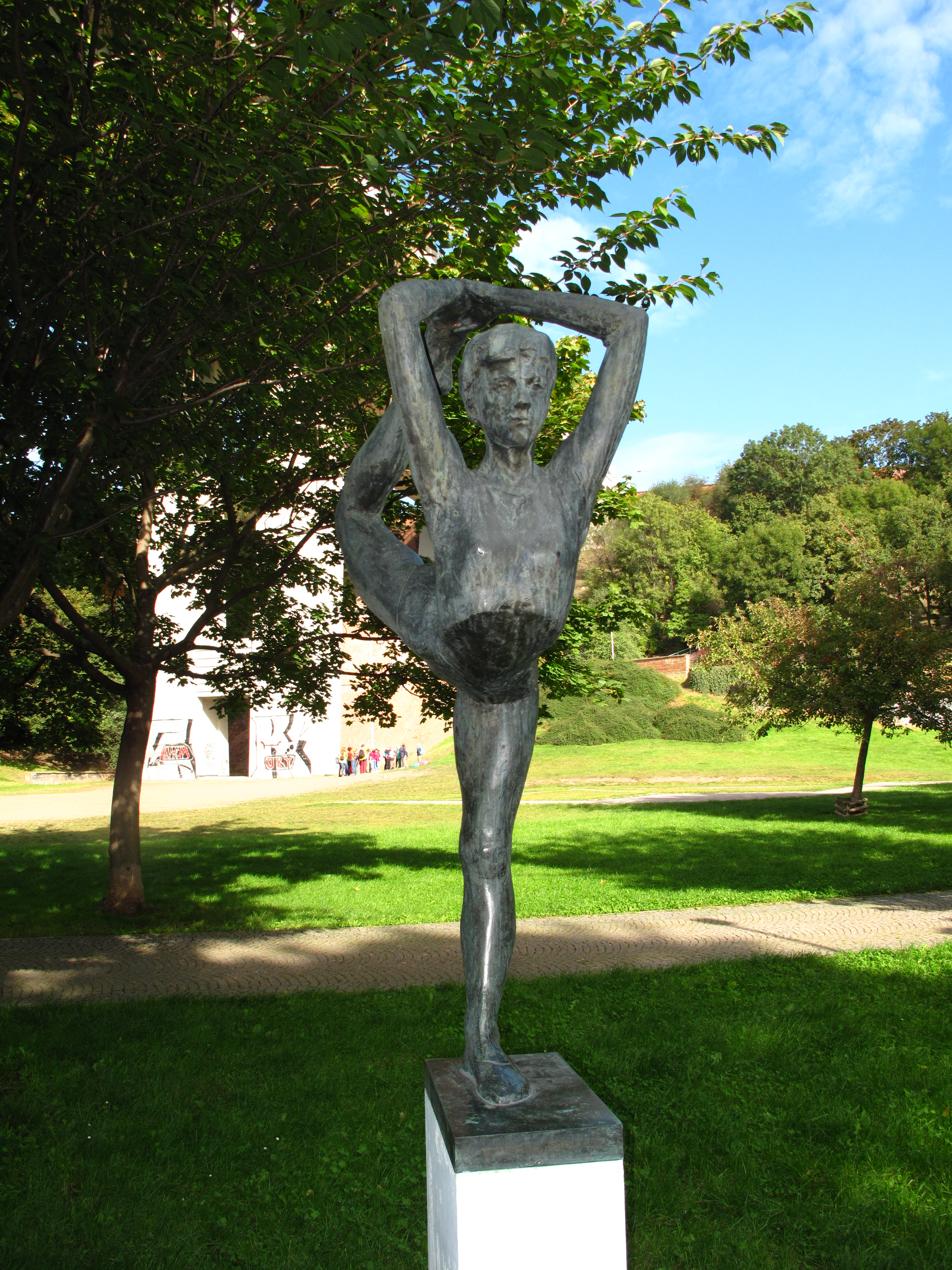
Gymnastka, 1981, bronz, Praha 2 – Vinohrady, Na Folimance, dětský areál
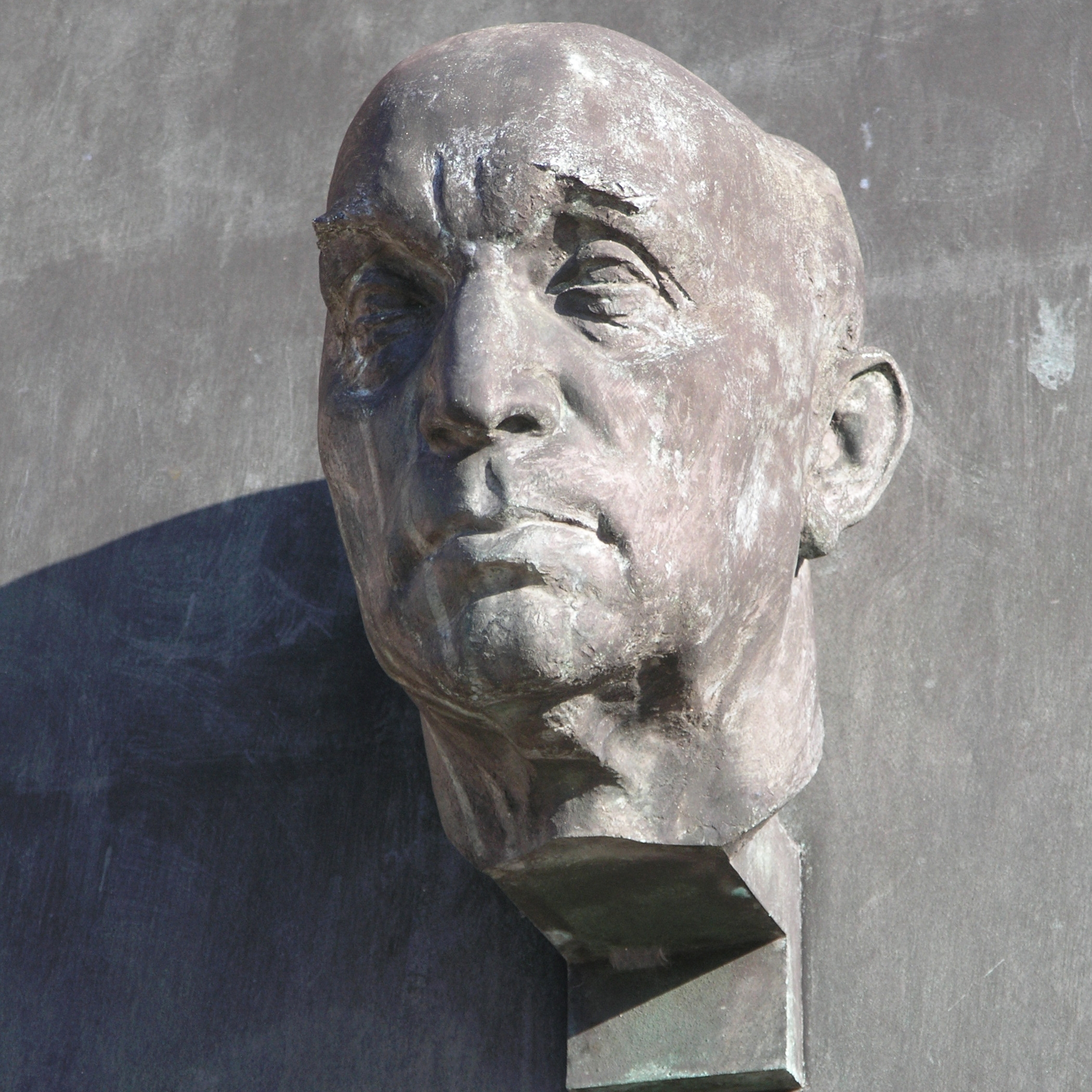
Jan Lauda, Praha, Hradčany, Salmovský palác
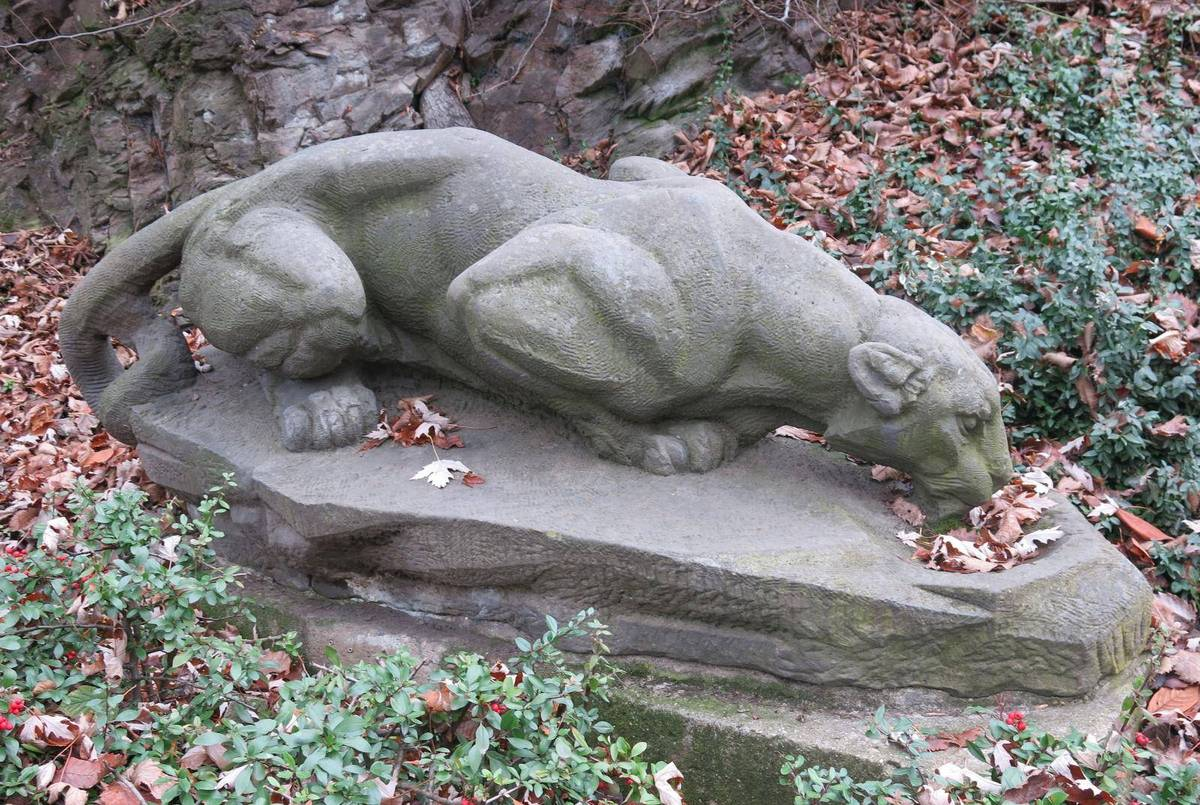
Pijící šelma u cesty k velké voliéře v ZOO Praha
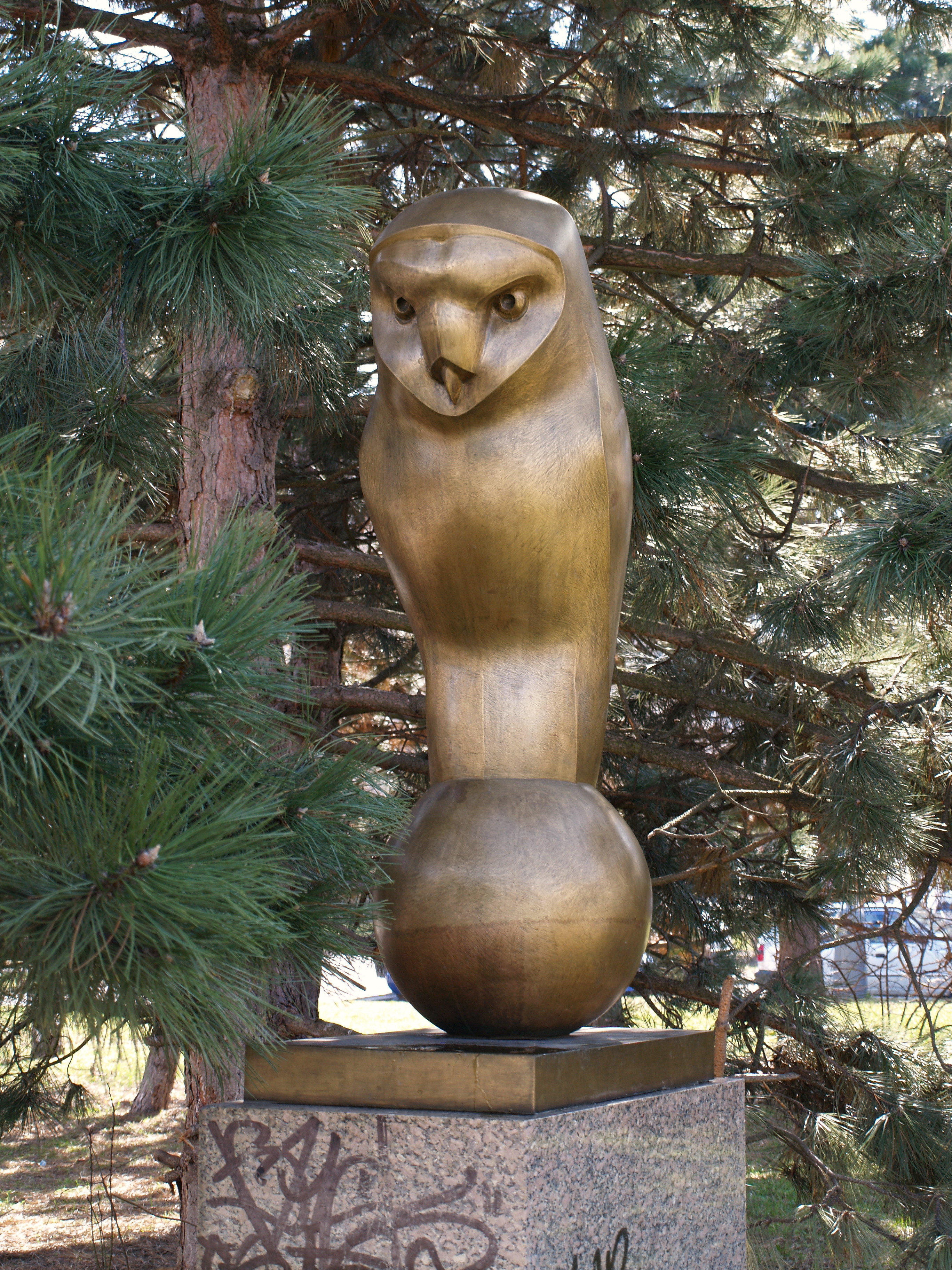
Sova, Chodov, bronzová sova výšky 150 cm na žulovém podstavci na prostranství před pražskou ZŠ Květnového vítězství